# Blumenzeremonie
Als Blumenzeremonie Kaden otemae wird in der japanischen Blumenbindetechnik Ikebana der Ausdruck einer Komposition in einem Bewusstseinszustand bezeichnet.

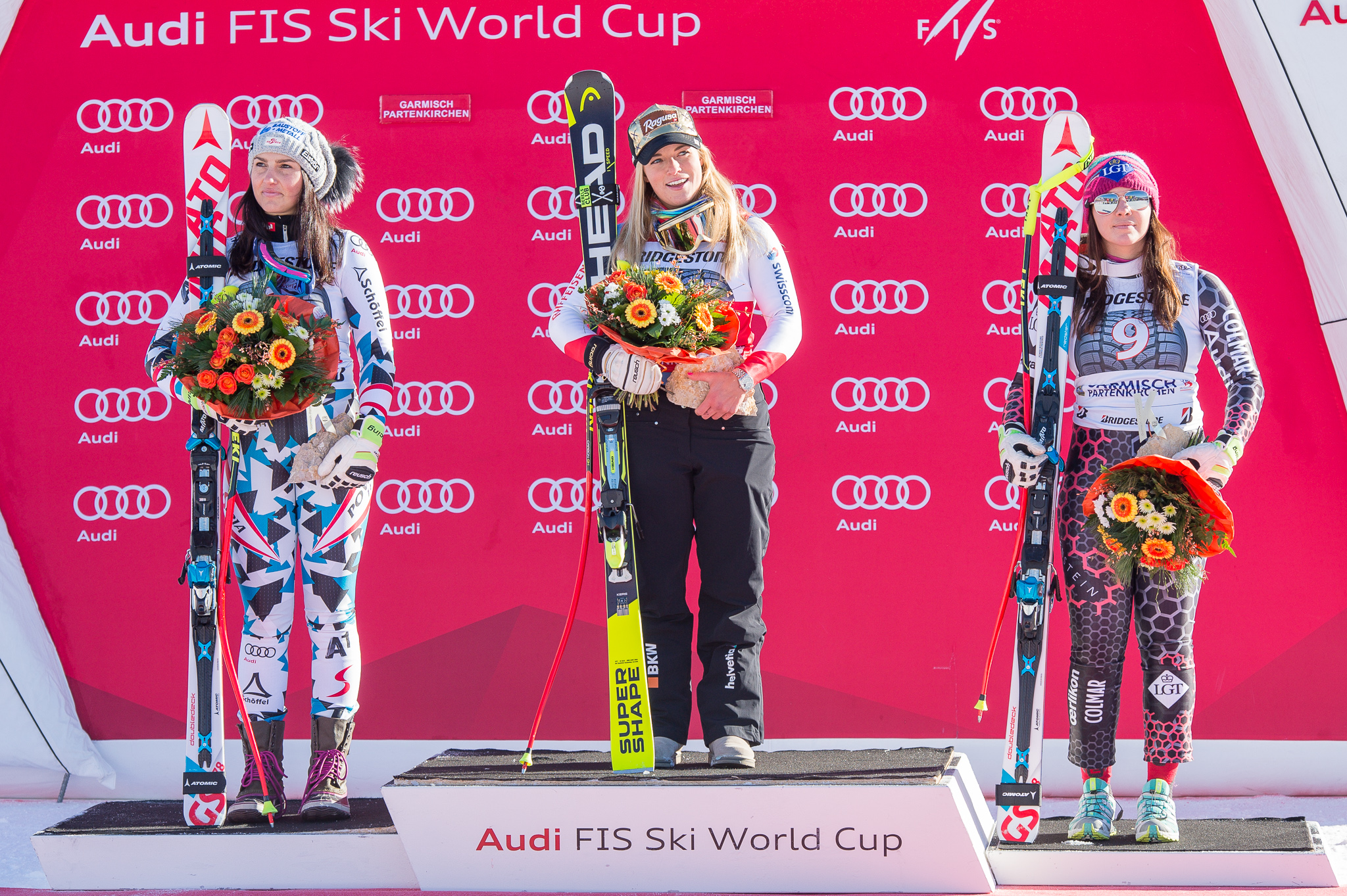
Blumenzeremonie im Skisport

Im Rahmen von sportlichen Wettkämpfen bezeichnet man ebenfalls die inoffiziellen Siegerehrungen im Anschluss an den Wettkampf als Blumenzeremonie. Die offizielle Siegerehrung mit Medaillenvergabe erfolgt hingegen oft im Rahmen einer größeren Veranstaltung gemeinsam mit den Siegern anderer Disziplinen. Auch außerhalb des Sports haben sich Blumenzeremonien etabliert.